# Estadio Governador João Castelo
Para el estadio de la ciudad de Fortaleza véase Estadio Aderaldo Plácido Castelo.
El Estadio Governador João Castelo, conocido popularmente como Castelão es un estadio multiusos ubicado en la ciudad de São Luís, estado de Maranhão en Brasil. El estadio es propiedad del gobierno estadual y debe su nombre a João Castelo Ribeiro Gonçalves, gobernador de Maranhão entre los años 1979 y 1982. Es la sede de los clubes Sampaio Corrêa, Moto Club y Maranhão Atlético.
El recinto fue inaugurado el 1 de mayo de 1982, con un partido disputado entre Maranhão Atlético Clube y Sampaio Corrêa.
La Selección de fútbol de Brasil disputó otros tres partidos en el Castelão, el 5 de mayo de 1982, con un partido disputado entre los seleccionados de Brasil y Portugal con triunfo del local por 3-1, con goles de Júnior el primero y otros dos de Zico. El 1º de abril de 1986, enfrentó a la Selección de Perú con triunfo por 4 a 0. El 23 de septiembre de 1998 contra la Selección Yugoslava con empate 1-1, gol de Marcelinho Carioca. Y el último en 2001 contra Venezuela, encuentro válido por las eliminatorias para la Copa del Mundo de 2002, con triunfo brasileño por 3-0 (dos goles de Luisão y uno de Rivaldo).
Desde el año 2000, el estadio ha sido sometido a numerosas mejoras entre las cuales destacan la instalación de butacas individuales en todo el recinto con lo que la capacidad máxima bajo de los 70 000 a los 40 000 espectadores, se instaló además marcador con pantalla LED, sistemas de riego automático y drenaje y nuevas salas de prensa entre otros.

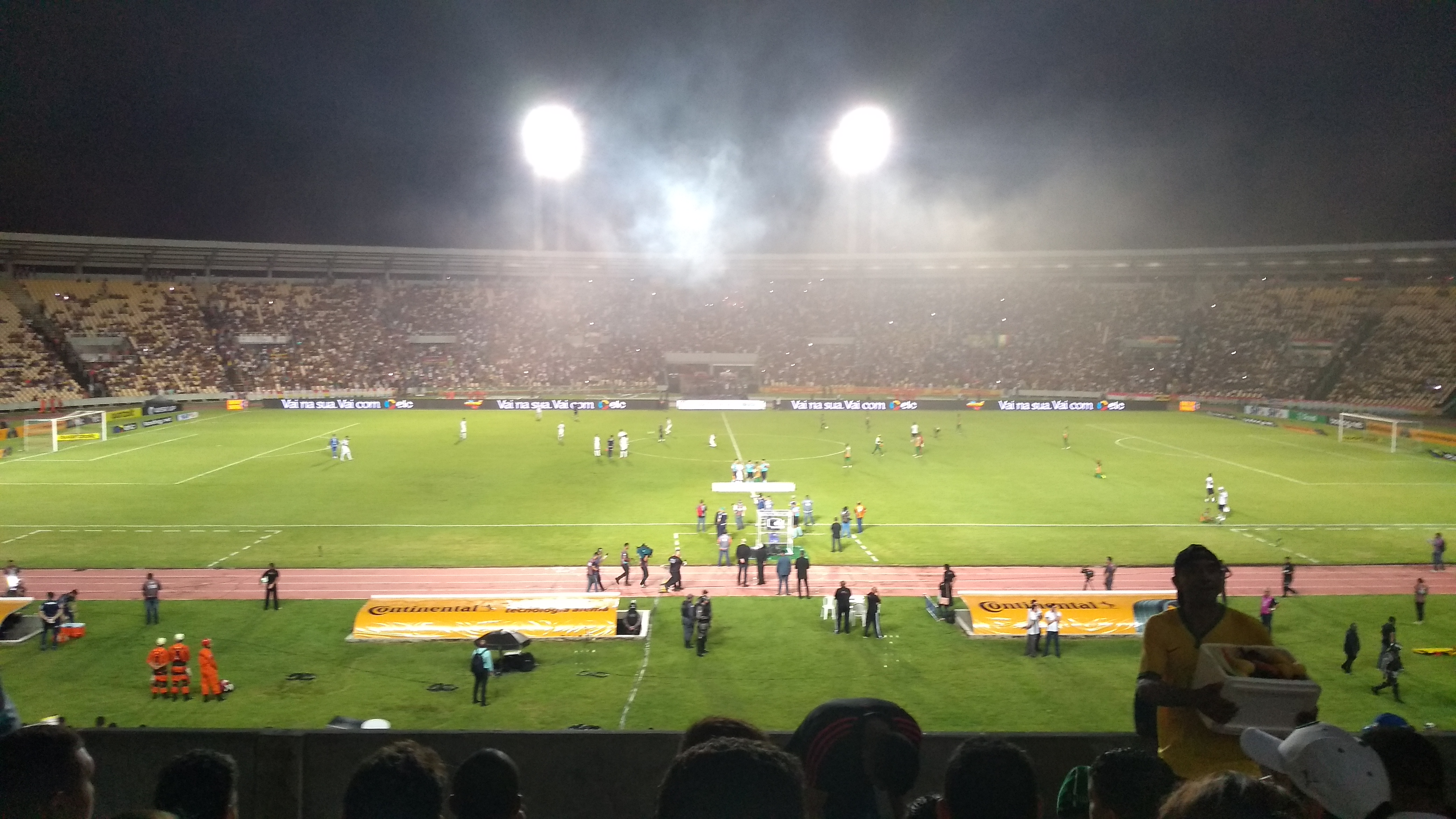